# 2004년 한국시리즈
삼성증권배 2004 프로야구 한국시리즈는 10월 21일부터 11월 1일까지 모두 9차전을 벌여 현대 유니콘스가 삼성 라이온즈를 상대로 4승 3무 2패의 성적을 올리며 우승했다. 당시 경기 시작 이후 4시간이 넘어가면 새로운 이닝을 열 수 없도록 되어 있는 규정과 연장 12회 이후 무승부로 한 규정이 있었기 때문에, 사상 유례 없는 무승부 경기(2차전, 4차전, 7차전)가 세 차례 나왔고, 이 때문에 역대 한국시리즈 사상 최다 경기인 9차전까지 진행되었다. 현대 유니콘스는 2007시즌 후 해체되면서 이 우승이 현대유니콘스의 마지막 우승으로 기록되었다. 한국시리즈 MVP로는 현대 유니콘스의 조용준 선수가 차지했는데 김시진 당시 현대 투수코치는 같은 해(2004년) 삼성 수석코치로 부임한 선동열이 몸담은 해태와의 한국시리즈 대결(86년,87년)에서 연달아 준우승에 머무른 한을 풀어냈다.

## 정규 시즌
| 순위 | 구단 | 승 | 무 | 패 | 승률  | 승차 |
| ---- | ---- | -- | -- | -- | ----- | ---- |
| 1위  | 현대 | 75 | 5  | 53 | 0.586 | 0.0  |
| 2위  | 삼성 | 73 | 8  | 52 | 0.584 | 1.5  |
| 3위  | 두산 | 70 | 1  | 62 | 0.530 | 8.0  |
| 4위  | KIA  | 67 | 5  | 61 | 0.523 | 10.0 |
| 5위  | SK   | 61 | 8  | 64 | 0.488 | 14.5 |
| 6위  | LG   | 59 | 4  | 70 | 0.457 | 18.5 |
| 7위  | 한화 | 53 | 6  | 74 | 0.417 | 23.5 |
| 8위  | 롯데 | 50 | 11 | 72 | 0.410 | 24.0 |

## 플레이오프 결과
|               | 승리팀             | 경기 결과 | 상대팀            |
| ------------- | ------------------ | --------- | ----------------- |
| 준 플레이오프 | 두산 베어스(3위)   | 2 - 0 - 0 | KIA 타이거즈(4위) |
| 플레이오프    | 삼성 라이온즈(2위) | 3 - 0 - 1 | 두산 베어스(3위)  |

준플레이오프에선 정규리그 3위인 두산 베어스가 4위 KIA 타이거즈를 2전 전승으로 누르며 플레이오프에 진출했다. 플레이오프에서 리그 2위인 삼성 라이온즈와 맞붙었고, 3승 1패로 삼성이 한국시리즈에 진출했다.

## 출전자 명단

### 현대 유니콘스
- 감독 - 김재박
- 코치 - 김시진, 김용달, 이광근, 정진호, 금광옥, 김성갑
- 투수 - 이상열, 송신영, 정민태, 신철인, 김수경, 피어리, 조용준, 오재영, 전준호
- 포수 - 김동수, 강귀태, 이택근
- 내야수 - 김일경, 박진만, 채종국, 이숭용, 서한규, 강병식
- 외야수 - 전준호, 정수성, 송지만, 브룸바, 심정수, 전근표

### 삼성 라이온즈
- 감독 - 김응용
- 코치 - 선동열, 김종모, 양일환, 박흥식, 류중일, 양용모
- 투수 - 박석진, 전병호, 임창용, 김진웅, 권오준, 배영수, 권혁, 안지만, 호지스
- 포수 - 진갑용, 이정식, 김영복
- 내야수 - 양준혁, 김한수, 김재걸, 박종호, 강명구, 조동찬, 박석민, 로페즈
- 외야수 - 김종훈, 신동주, 김대익, 강동우, 박한이

## 한국시리즈 경기 결과

### 경기 기록
| 일시                                                                  | 경기  | 원정팀(선공)  | 스코어 | 홈팀(후공)    | 개최 구장             | 개시 시각 | 관중수   |
| --------------------------------------------------------------------- | ----- | ------------- | ------ | ------------- | --------------------- | --------- | -------- |
| 10월 21일(목)                                                         | 1차전 | 삼성 라이온즈 | 2 - 6  | 현대 유니콘스 | 수원KT위즈파크        | 18시 00분 | 14,000명 |
| 10월 22일(금)                                                         | 2차전 | 삼성 라이온즈 | 8 - 8  | 현대 유니콘스 | 수원KT위즈파크        | 18시 00분 | 12,202명 |
| 10월 24일(일)                                                         | 3차전 | 현대 유니콘스 | 3 - 8  | 삼성 라이온즈 | 대구시민운동장 야구장 | 14시 00분 | 12,000명 |
| 10월 25일(월)                                                         | 4차전 | 현대 유니콘스 | 0 - 0  | 삼성 라이온즈 | 대구시민운동장 야구장 | 18시 00분 | 12,000명 |
| 10월 27일(수)                                                         | 5차전 | 삼성 라이온즈 | 1 - 4  | 현대 유니콘스 | 서울종합운동장 야구장 | 18시 00분 | 27,807명 |
| 10월 28일(목)                                                         | 6차전 | 현대 유니콘스 | 0 - 1  | 삼성 라이온즈 | 서울종합운동장 야구장 | 18시 00분 | 25,067명 |
| 10월 29일(금)                                                         | 7차전 | 삼성 라이온즈 | 6 - 6  | 현대 유니콘스 | 서울종합운동장 야구장 | 18시 00분 | 22,897명 |
| 10월 30일(토)                                                         | 8차전 | 삼성 라이온즈 | 2 - 3  | 현대 유니콘스 | 서울종합운동장 야구장 | 16시 00분 | 26,034명 |
| 11월 1일(월)                                                          | 9차전 | 현대 유니콘스 | 8 - 7  | 삼성 라이온즈 | 서울종합운동장 야구장 | 18시 00분 | 20,027명 |
| 우승 : 현대 유니콘스 (4번째), 한국시리즈 MVP : 조용준 (현대 유니콘스) |       |               |        |               |                       |           |          |

### 1차전
10월 21일 - 수원KT위즈파크
| 팀 | 1 | 2 | 3 | 4 | 5 | 6 | 7 | 8 | 9 | R | H | E | B |
| 삼성 라이온즈 | 0 | 0 | 0 | 0 | 0 | 2 | 0 | 0 | 0 | 2 | - | - | - |
| 현대 유니콘스 | 0 | 0 | 0 | 1 | 3 | 0 | 0 | 2 | X | 6 | - | - | - |
| 승리 투수: 피어리 패전 투수: 배영수 세이브: 조용준 홀드: - 홈런: 삼성 – 양준혁 (피어리 상대로 6회 1점), 로페즈 (피어리 상대로 6회 1점) 현대 – 브룸바 (배영수 상대로 4회 1점) |   |   |   |   |   |   |   |   |   |   |   |   |   |

- 삼성, 양준혁과 로페즈의 백투백 홈런

### 2차전
10월 22일 - 수원KT위즈파크
| 팀 | 1 | 2 | 3 | 4 | 5 | 6 | 7 | 8 | 9 | R | H | E | B |
| 삼성 라이온즈 | 3 | 3 | 0 | 0 | 0 | 2 | 0 | 0 | 0 | 8 | - | - | - |
| 현대 유니콘스 | 1 | 3 | 0 | 0 | 0 | 2 | 2 | 0 | 0 | 8 | - | - | - |
| 승리 투수: 없음 패전 투수: 없음 세이브: 없음 홀드: - 홈런: 삼성 – 박한이 (오재영 상대로 6회 2점) 현대 – 송지만 (호지스 상대로 1회 1점, 임창용 상대로 2회 1점), 김동수 (호지스 상대로 2회 2점), 브룸바 (권오준 상대로 7회 1점) |   |   |   |   |   |   |   |   |   |   |   |   |   |

### 3차전
10월 24일 - 대구시민운동장 야구장
| 팀 | 1 | 2 | 3 | 4 | 5 | 6 | 7 | 8 | 9 | R | H | E | B |
| 현대 유니콘스 | 1 | 2 | 0 | 0 | 0 | 0 | 0 | 0 | 0 | 3 | - | - | - |
| 삼성 라이온즈 | 2 | 1 | 1 | 2 | 1 | 0 | 1 | 0 | X | 8 | - | - | - |
| 승리 투수: 김진웅 패전 투수: 김수경 세이브: 없음 홀드: - 홈런: 삼성 – 김종훈 (김수경 상대로 1회 2점), 김한수 (전준호 상대로 5회 1점), 양준혁 (전준호 상대로 7회 1점) |   |   |   |   |   |   |   |   |   |   |   |   |   |

- 시구 : 탤런트 성유리

### 4차전
10월 25일 - 대구시민운동장 야구장
| 팀                                                   | 1 | 2 | 3 | 4 | 5 | 6 | 7 | 8 | 9 | 10 | 11 | 12 | R | H | E | B |
| 현대 유니콘스                                        | 0 | 0 | 0 | 0 | 0 | 0 | 0 | 0 | 0 | 0  | 0  | 0  | 0 | - | - | - |
| 삼성 라이온즈                                        | 0 | 0 | 0 | 0 | 0 | 0 | 0 | 0 | 0 | 0  | 0  | 0  | 0 | - | - | - |
| 승리 투수: 없음 패전 투수: 없음 세이브: 없음 홀드: - |   |   |   |   |   |   |   |   |   |    |    |    |   |   |   |   |

- 시구 : 배드민턴 국가대표 김동문 (2004 아테네 올림픽 남자복식 금메달리스트)
- 삼성 배영수, 10이닝 노히트 노런 (비공식)

### 5차전
10월 27일 - 서울종합운동장 야구장
| 팀 | 1 | 2 | 3 | 4 | 5 | 6 | 7 | 8 | 9 | R | H | E | B |
| 삼성 라이온즈 | 0 | 0 | 0 | 0 | 0 | 1 | 0 | 0 | 0 | 1 | - | - | - |
| 현대 유니콘스 | 3 | 0 | 1 | 0 | 0 | 0 | 0 | 0 | X | 4 | - | - | - |
| 승리 투수: 오재영 패전 투수: 호지스 세이브: 없음 홀드: - 홈런: 삼성 – 조동찬 (오재영 상대로 6회 1점) 현대 – 심정수 (호지스 상대로 1회 3점) |   |   |   |   |   |   |   |   |   |   |   |   |   |

### 6차전
10월 28일 - 서울종합운동장 야구장
| 팀                                                          | 1 | 2 | 3 | 4 | 5 | 6 | 7 | 8 | 9 | R | H | E | B |
| 현대 유니콘스                                               | 0 | 0 | 0 | 0 | 0 | 0 | 0 | 0 | 0 | 0 | - | - | - |
| 삼성 라이온즈                                               | 0 | 0 | 0 | 0 | 0 | 0 | 0 | 0 | 1 | 1 | - | - | - |
| 승리 투수: 권오준 패전 투수: 신철인 세이브: 없음 홀드: 없음 |   |   |   |   |   |   |   |   |   |   |   |   |   |

- 시구 : 가수 보아
- 삼성, 끝내기 밀어내기 볼넷

### 7차전
10월 29일 - 서울종합운동장 야구장
| 팀                                                   | 1 | 2 | 3 | 4 | 5 | 6 | 7 | 8 | 9 | R | H | E | B |
| 삼성 라이온즈                                        | 0 | 0 | 0 | 0 | 6 | 0 | 0 | 0 | 0 | 6 | - | - | - |
| 현대 유니콘스                                        | 1 | 1 | 0 | 0 | 0 | 4 | 0 | 0 | 0 | 6 | - | - | - |
| 승리 투수: 없음 패전 투수: 없음 세이브: 없음 홀드: - |   |   |   |   |   |   |   |   |   |   |   |   |   |

- 시구 : 역도선수 장미란
- 심정수 한국시리즈 사상 최초 삼중살
- 현대 전준호, 한국시리즈 사상 최초 홈스틸 - 1회말

### 8차전
10월 30일 - 서울종합운동장 야구장
| 팀 | 1 | 2 | 3 | 4 | 5 | 6 | 7 | 8 | 9 | R | H | E | B |
| 삼성 라이온즈 | 0 | 0 | 2 | 0 | 0 | 0 | 0 | 0 | 0 | 2 | - | - | - |
| 현대 유니콘스 | 0 | 1 | 0 | 0 | 0 | 0 | 2 | 0 | X | 3 | - | - | - |
| 승리 투수: 신철인 패전 투수: 배영수 세이브: 조용준 홀드: - 홈런: 삼성 – 김종훈 (송신영 상대로 3회 2점) 현대 – 심정수 (배영수 상대로 2회 1점), 전근표 (배영수 상대로 7회 2점) |   |   |   |   |   |   |   |   |   |   |   |   |   |

### 9차전
11월 1일 - 서울종합운동장 야구장
| 팀                                                         | 1 | 2 | 3 | 4 | 5 | 6 | 7 | 8 | 9 | R | H | E | B |
| 현대 유니콘스                                              | 0 | 8 | 0 | 0 | 0 | 0 | 0 | 0 | 0 | 8 | - | - | - |
| 삼성 라이온즈                                              | 1 | 0 | 0 | 3 | 0 | 1 | 0 | 1 | 1 | 7 | - | - | - |
| 승리 투수: 신철인 패전 투수: 김진웅 세이브: 조용준 홀드: - |   |   |   |   |   |   |   |   |   |   |   |   |   |

## 방송 중계
| 방송 채널      | 캐스터(한국시리즈 차전) | 해설위원 | 비고  |
| -------------- | ----------------------- | -------- | ----- |
| KBS 1TV        | 표영준(3)               | 하일성   | [ 2 ] |
| KBS 2TV        | 표영준(1·5·7·9)         | 하일성   |       |
| SBS TV         | 배기완(2·4·6·8)         | 박노준   |       |
| KBS SKY Sports | 이기호(8)               | 이용철   |       |
| SBS Sports     | 임용수(8·9)             | 이광권   |       |